# Takashi Nagai
Takashi Nagai (jap. 永井隆 Nagai Takashi; ur. 19 października 1936 w Tokio) – japoński zapaśnik walczący w stylu wolnym. Olimpijczyk z Rzymu 1960, gdzie zajął ósme miejsce w kategorii 79 kg.
Czwarty na mistrzostwach świata w 1959; szósty w 1957. Mistrz igrzysk azjatyckich w 1958. Szósty w Pucharze Świata w 1968 roku.